# Викторијавил (Квебек)
Викторијавил (фр. Victoriaville) је град у Канади у покрајини Квебек. Према резултатима пописа 2011. у граду је живело 43.462 становника.

## Становништво
Према резултатима пописа становништва из 2011. у граду је живело 43.462 становника, што је за 7,4% више у односу на попис из 2006. када је регистровано 40.486 житеља.
| 2006.  | 2011.  | 2016.  |
| ------ | ------ | ------ |
| 40.486 | 43.462 | 45.309 |